# Josef Košťálek
Josef Košťálek (Kladno, 1909. augusztus 31. – 1971. november 21.) világbajnoki ezüstérmes csehszlovák válogatott labdarúgó.
A csehszlovák válogatott tagjaként részt vett az 1934-es és az 1938-as világbajnokságon.

## Sikerei, díjai

### Játékosként
Sparta Praha
- Csehszlovák bajnok (5): 1931–32, 1935–36, 1937–38, 1938–39, 1943–44
- Közép-európai kupa győztes (1): 1935

Csehszlovákia
- Világbajnoki döntős (1): 1934